# Kolmikanta
Kolmikanta este o arie protejată (arie specială de conservare — SAC, sit de importanță comunitară — SCI, arie de protecție specială avifaunistică — SPA) din Finlanda întinsă pe o suprafață de 42 ha, integral pe uscat.

## Localizare
Centrul sitului Kolmikanta este situat la coordonatele 61°12′06″N 27°11′57″E / 61.2017°N 27.1992°E.

## Înființare
Situl Kolmikanta a fost declarat arie de protecție specială avifaunistică în august 1998 pentru a proteja 9 specii de animale. Alte tipuri de protecție:
- sit de importanță comunitară (în mai 2002)
- arie specială de conservare (în aprilie 2015)[1][3][4]

## Biodiversitate
Situată în ecoregiunea boreală, aria protejată conține 2 habitate naturale: Taiga vestică, Mlaștini împădurite.
La baza desemnării sitului se află mai multe specii protejate:
- păsări (8): cocoșul de mesteacăn (Bonasa bonasia), ciocănitoare neagră (Dryocopus martius), muscar (Ficedula parva), sfrâncioc roșiatic (Lanius collurio), viespar (Pernis apivorus), pitulice verzuie (Phylloscopus trochiloides), ciocănitoare de munte (Picoides tridactylus),  cocoș de munte (Tetrao urogallus)
- mamifere (1): veveriță zburătoare siberiană (Pteromys volans)

Pe lângă speciile protejate, pe teritoriul sitului au mai fost identificate 1 specie de plante.